# Études à Rennes
Ville étudiante, Rennes est dotée de deux universités et de plusieurs écoles réparties sur plusieurs campus (Beaulieu, Villejean, centre, Ker Lann, La Harpe). Il y avait 58 000 étudiants au cours de l'année universitaire 2001-2002.

## Établissement primaire et secondaire
Voici ci-dessous la liste non exhaustive des principaux établissements scolaires de la commune :
| Établissements | Publics | Privés |
| -------------- | --- | --- |
| Maternelles    | • Volga, Trégain, Thorigné, Saint-Malo, Quineleu, Picardie, Pablo Picasso, Oscar Leroux, Moulin du Comte, Marcel Pagnol, Marc Sangnier, Louise Michel, L'Île Papu, Les Cloteaux, Camille Claudel, La Poterie, Lafaye Gacet, Le Colombier, Léon Grimault, Albert de Mun, Villeneuve | • L'Adoration, Saint-Michel, Sainte-Marie, Notre-Dame du Vieux Cours, Saint-Clément, Sainte-Bernadette, Saint-Laurent, École maternelle Saint-Vincent Providence, Marcel Callo... |
| Élémentaires   | • Champion de Cicé, Oscar Leroux, Liberté, Albert de Mun, Camille Claudel, Carle Bahon, Châteaugiron-Le Landry, Clemenceau, Clôteaux, Colombier, Contour Saint-Aubin, Duchesse Anne, Eugène Guillevic, Gantelles, Guyenne, Jacques Prévert, Jean Moulin, Jean Rostand, Jean Zay, John Kennedy, Joseph Lotte, Jules Ferry, Jules Isaac, Léon Grimault, Louise Michel, Marcel Pagnol, Marie Pape-Carpantier, Mauconseil, Moulin du Comte, Pablo Picasso, Pascal Lafaye, Paul Langevin, Picardie, Poterie, Robert Doisneau, Sonia Delaunay, Torigné, Trégain, Villeneuve, Volga | • L'Adoration, Jeanne d'Arc, Saint-Michel, École élémentaire Saint-Vincent Providence, Notre-Dame des Miracles, Notre-Dame du Vieux Cours, Marcel Callo, Montessori, Saint-Armel, Saint-Clément, Saint-Jean Bosco, Saint-Joseph, Saint-Yves, Sainte-Bernadette, Sainte-Marie, Saint-Jean, Saint-Laurent |
| Collèges       | • Collège La Binquenais, Collège Échange, Collège Émile Zola, Collège Jean Moulin, Collège Cleunay, Collège des Hautes Ourmes, Collège Anne de Bretagne, Collège Malifeu, Collège Montbarot, Collège Les Ormeaux, Collège Le Landry, Collège Clotilde Vautier, Collège Les Chalais | • Collège L'Assomption, Collège L'Adoration, Collège La Tour d'Auvergne, Collège Saint-Hélier, Collège Notre-Dame du Vieux Cours, Collège Sainte-Thérèse, Collège Saint-Vincent Providence, Collège Saint-Martin                                                                                        |
| Lycées         | • Lycée Victor et Hélène Basch, Lycée Bréquigny, Lycée Chateaubriand, Lycée Alain-Emmanuel de Coëtlogon, Lycée René Descartes, Lycée La Lande du Breuil, Lycée Louis Guilloux, Lycée Jean Jaurès, Lycée Irène Joliot-Curie, Lycée Jean Macé, Lycée Pierre Mendès-France, Lycée Charles Tillon, Lycée Émile Zola | • Lycée L'Assomption, Lycée Saint-Jean-Baptiste de La Salle, Lycée Jeanne d'Arc, Lycée Saint-Martin, Lycée Sainte-Thérèse, Lycée Saint-Vincent Providence |

## Universités
- Université de Rennes 1 : Sciences et technologies / Santé / Droit et science politique / Sciences économiques, gestion / Philosophie
- Université de Rennes 2 : Arts, lettres, communication (ALC) / Activités physiques et sportives (APS) / Langues / Sciences humaines / Sciences sociales

## Écoles et unités d'enseignement supérieur

### Atalante Champeaux
- Agrocampus Ouest

### Campus de Beaulieu/Atalante Beaulieu
- UFR d'informatique et d'électronique (IFSIC)
- UFR de mathématiques
- UFR de philosophie
- UFR SVE (sciences de la vie et de l'environnement)
- UFR SPM (sciences et propriétés de la matière)
- IUT de Rennes
- École nationale supérieure de chimie de Rennes (ENSCR)
- Institut national des sciences appliquées de Rennes (INSA)
- CentraleSupélec
- École nationale supérieure Mines-Télécom Atlantique Bretagne Pays de la Loire (IMT Atlantique)
- École supérieure et d'application des transmissions (ESAT)
- École supérieure de réalisation audiovisuelle (ESRA)
- École supérieure d'ingénieurs de Rennes (ESIR)
- Conservatoire national des arts et métiers (CNAM)
- Institut régional sport et santé (IRSS)

### Campus de Villejean/Atalante Villejean
- UFR ALC (arts, lettres et communication)
- UFR de langues
- UFR de médecine
- UFR de pharmacologie
- UFR d'odontologie
- UFR sciences humaines
- UFR sciences sociales
- École des hautes études en santé publique (EHESP)
- Instituts de formation en pédicurie-podologie, ergothérapie et masso-kinésithérapie (IPFEK)
- Askoria (ex-IRTS Bretagne)

### Campus Centre/ Centre-ville
- UFR de droit et de science politique
- UFR des sciences économiques
- Institut d'études politiques de Rennes
- Institut d'administration des entreprises - Institut de gestion de Rennes (IGR-IAE)
- École européenne supérieure d'art de Bretagne (EESAB)
- SUPINFO (SUPINFO Rennes Campus)
- EPITECH Rennes
- Digital Campus Rennes

### Campus de Ker Lann/Atalante Ker-Lann(à Bruz)
- ECAM Rennes - Louis de Broglie : électronique, informatique, productique et matériaux spéciaux.
- École des avocats du grand ouest (EDAGO)
- École normale supérieure de Rennes  droit-économie-gestion, mathématique, mécatronique, informatique et télécommunication
- École nationale de la statistique et de l'analyse de l'information (ENSAI)
- École des métiers de l'environnement (EME)
- Faculté des métiers
- Institut catholique de Rennes (ICR)
- Institut des hautes études comptables et financières (IHECF)
- Institut d'ostéopathie de Rennes (IO Rennes)
- INHNI
- IMIE - École de la filière numérique
- Pôle formation des industries technologiques de Bretagne (FITB)
- Promotrans

### Campus de La Harpe
- UFR APS (activité physique et sportive)
- Centre de préparation La Harpe
- Collège d'étiopathie animale

### Pontchaillou
- Institut de formation en soins infirmiers (IFSI)
- Institut de formation des aides-soignantes (IFAS)
- Institut de formation des ambulanciers (IFA)
- Institut de formation de manipulateurs en électroradiologie médicale (IMEM)
- Infirmières anesthésistes (IADE)
- École d'infirmiers de bloc opératoire (IBODE)
- École de puéricultrices
- École de sages-femmes (ESF)

### Autres sites
- IGC (Institut du gestion et de commerce)
- CPES (prépa aux concours paramédicaux)
- École supérieure de commerce de Rennes (ESC Rennes)
- École nationale supérieure d'architecture de Bretagne (ENSAB)
- Institut de formation en soins infirmiers du CHS Guillaume Régnier
- IFAG Rennes
- IFFDEC (Institut français de formation en design et communication)
- EPAC (École professionnelle des arts et de la coiffure)